# Aerolíneas Ejecutivas
Aerolíneas Ejecutivas S.A de C.V es un operador de viajes ejecutivos con sede en la ciudad de Toluca de Lerdo, Estado de México. Opera servicios de taxi aéreo, chárter y Vip. También tiene una subsidiaria llamada MexJet.

## Historia
La aerolínea se estableció en 1968 como operadora de taxis aéreos, originalmente llamada Aerotaxis de México y volaba con aviones Learjet 23 y 24. En 1980, la aerolínea pasó a llamarse Aerolíneas Ejecutivas y comenzó a operar servicios chárter y Vip y durante la década de los 90 continuó operando servicios de taxi aéreo, Vip y chárter. En 1994, la aerolínea firmó un contrato con Hawker Beechcraft para comprar aviones Beechcraft, que reemplazaron a los Learjets. En 1998 se creó la subsidiaria MexJet. En 2000, estableció un Centro de Servicio Técnico de Beechcraft en Toluca. Para el 2005 la aerolínea firmó un contrato con Agusta Westland para adquirir sus productos y 2 años después, durante el 2007, firmó un contrato con Enstrom.

## Flota
| Aeronave                 | En servicio | Órdenes | Opciones | Pasajeros | Rutas                 |
| Aeronave                 | En servicio | Órdenes | Opciones | Total     | Rutas                 |
| ------------------------ | ----------- | ------- | -------- | --------- | --------------------- |
| Hawker 400               | 4           | 0       | 0        | 8         | Corto alcance         |
| Citation CJ3+            | 3           | 0       | 0        | 8         | Corto/mediano alcance |
| Hawker 800               | 2           | 0       | 0        | 9         | Corto/mediano alcance |
| Learjet 45               | 1           | 0       | 0        | 9         | Corto/mediano alcance |
| Learjet 75               | 7           | 0       | 0        | 9         | Corto/mediano alcance |
| Cessna Citation Latitude | 5           | 1       | 0        | 9         | Mediano/Largo alcance |
| Bombardier Challenger    | 4           | 0       | 0        | 12        | Largo alcance         |
| Total                    | 26          | 1       | 0        |           |                       |

- Datos: Q4688299
- Multimedia: Aerolíneas Ejecutivas / Q4688299